# Ciclo do açúcar
O ciclo do açúcar, também referido como ciclo da cana-de-açúcar, foi um período da história do Brasil colonial compreendido entre meados do século XVI e meados do século XVIII. O açúcar representou a primeira grande riqueza agrícola e industrial do Brasil e, durante muito tempo, foi a base da economia colonial.
O ciclo teve início em 1516, quando a cana-de-açúcar foi introduzida na ilha de Itamaracá, litoral de Pernambuco, pelo administrador colonial Pero Capico. Com a criação das capitanias hereditárias, Pernambuco e São Vicente despontaram na produção açucareira, sendo esta última sobrepujada pela Bahia após a implantação do governo-geral. Em 1549, Pernambuco já possuía trinta engenhos-banguê; a Bahia, dezoito; e São Vicente, dois. A lavoura da cana-de-açúcar era próspera e, meio século depois, a distribuição dos engenhos perfazia um total de 256.
As plantações ocorriam no sistema de plantation, ou seja, eram grandes fazendas produtoras de um único produto. Sua produção era voltada para o comércio exterior, e utilizava mão de obra escrava composta por indígenas e africanos — cujo tráfico também gerava lucros. O açúcar brasileiro tinha como principal destino o mercado europeu, e os núcleos mais produtivos se utilizavam de mão de obra africana, enquanto os núcleos menores continuavam com a mão de obra indígena original. O senhor de engenho era um fazendeiro proprietário da unidade de produção de açúcar. Além do açúcar, destacou-se, na época, no Brasil, também a produção de tabaco e algodão.
Pernambuco, a mais rica das capitanias durante o ciclo da cana-de-açúcar, impressionara o padre Fernão Cardim, que surpreendeu-se com "as fazendas maiores e mais ricas que as da Bahia, os banquetes de extraordinárias iguarias, os leitos de damasco carmesim, franjados de ouro e as ricas colchas da Índia", e resumiu suas impressões em uma frase antológica: 
"Enfim, em Pernambuco acha-se mais vaidade que em Lisboa".
A opulência pernambucana parecia decorrer, como sugere Gabriel Soares de Sousa em 1587, do fato de, então, ser a capitania "tão poderosa (...) que há nela mais de cem homens que têm de mil até cinco mil cruzados de renda, e alguns de oito, dez mil cruzados. Desta terra saíram muitos homens ricos para estes reinos que foram a ela muito pobres". Por volta do início do século XVII, Pernambuco era a maior e mais rica área de produção de açúcar do mundo.

## História

### Contexto

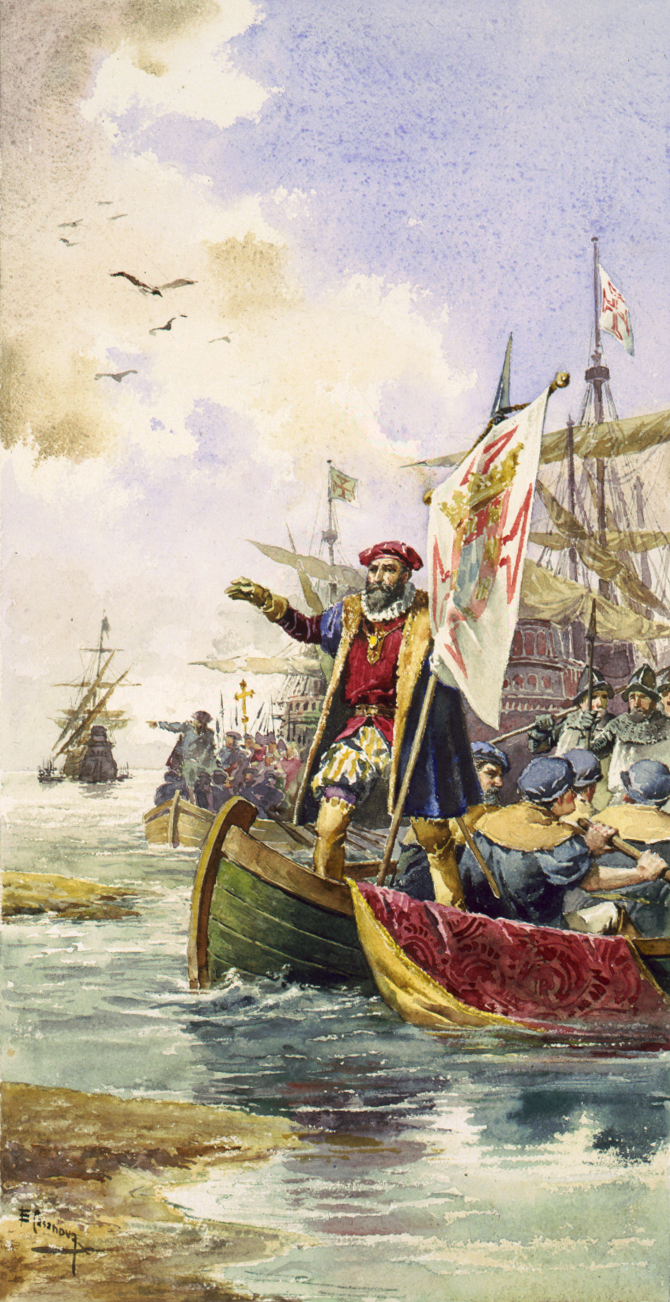
Chegada de Vasco da Gama a Calecute, na Índia, em 20 de maio de 1498. A nova rota provocou a queda nos preços das especiarias.

Em 1498, o navegador português Vasco da Gama descobriu uma rota marítima para as Índias, que permitiria, aos portugueses, realizar o comércio de especiarias sem a intermediação dos árabes e dos venezianos, que detinham o monopólio do comércio no Mar Mediterrâneo. Como consequência imediata, houve uma queda nos preços das especiarias.
A descoberta de ouro na América espanhola despertou grande interesse de Portugal em suas terras recém-descobertas no Brasil. Mas atraiu também o interesse de Holanda, França e Inglaterra, que questionavam o Tratado de Tordesilhas, do qual não tomaram parte. Declaravam que somente reconheciam a posse sobre as terras povoadas. Para não perder suas terras, Portugal teria de ocupá-las, o que demandava muitos recursos. Sem encontrar ouro, teria de desenvolver alguma atividade econômica para compensar os custos dessa ocupação.
A produção agrícola se mostrava inviável. O trigo era cultivado na Europa e os fretes da América eram muito caros. Somente especiarias e manufaturados eram opções viáveis.

### Fatores do êxito
Os portugueses possuíam experiência, já há algumas dezenas de anos, explorando açúcar nas ilhas do Atlântico (Ilha da Madeira, Açores, Cabo Verde e São Tomé e Príncipe). O país já dominava a indústria de equipamentos para engenhos de açúcar (ver: Engenho de açúcar no Brasil colonial). O oferecimento do produto ainda relativamente novo na Europa pelas cidades italianas formou consumidores, o que não evitou haver uma crise de baixa de preços em 1496, reorientando uma grande parte da produção para os portos flamengos. Na metade do século XVI, essa empresa agrícola já passava a ser um empreendimento comum português e flamengo. Essa associação foi vital para absorver a grande produção brasileira que entrou no mercado a partir da segunda metade do século XVI. Há indícios de que poderosos grupos holandeses financiaram também as instalações produtoras no Brasil e o transporte de mão de obra escrava. Ressalte-se também que, por esta época, os portugueses já tinham conhecimento completo do funcionamento do mercado africano de escravos, tendo iniciado operações de guerra para a captura de negros pagãos um século antes, nos tempos de dom Henrique.
O Brasil foi o maior produtor de açúcar do mundo nos séculos XVI e XVII. As principais regiões açucareiras eram, a princípio, Pernambuco, Bahia, São Paulo e Rio de Janeiro. Posteriormente, a Paraíba também adentrou nesse seleto grupo, e, na altura das Invasões Holandesas, teria quase duas dezenas de engenhos.
O Pacto Colonial imposto por Portugal estabelecia que o Brasil Colônia só podia fazer comércio com a Metrópole, não devendo concorrer com produtos produzidos lá. Logo, o Brasil não podia produzir nada que a Metrópole já produzisse. Estabeleceu-se então um monopólio comercial, de certa forma imposto pelo governo da Inglaterra a Portugal, com o objetivo de garantir mercado aos comerciantes ingleses. A colônia vendia metais, produtos tropicais e subtropicais a preços baixos, estabelecidos pela Metrópole, e comprava dela produtos manufaturados e escravos a preços bem mais altos, garantindo assim o lucro de Portugal em qualquer uma das transações.

## Avaliação histórico-sociológica
Nas palavras de Gilberto Freyre:
O Massapê (...) tem profundidade. É terra doce sem deixar de ser terra firme: o bastante para que nela se construa com solidez engenho, casa e capela. Nessas manchas de terra pegajenta foi possível fundar-se a civilização moderna mais cheia de qualidades, de permanência e ao mesmo tempo de plasticidade que já se fundou nos trópicos. A riqueza do solo era profunda: as gerações de senhores de engenho podiam suceder-se no mesmo engenho; fortalecer-se; criar raízes em casas de pedra-e-cal; não era preciso o nomadismo agrário que se praticou noutras terras, onde o solo era menos fértil, esgotado logo pela monocultura, fez do agricultor quase sempre um cigano à procura de terra virgem. Um dom-juan de terras. (...) A qualidade do solo, completada pela da atmosfera, condicionou, como talvez nenhum outro elemento, essa especialização regional da colonização da América pelos portugueses que foi a colonização baseada na cana-de-açúcar (...) A verdade é que foi no extremo Nordeste - por extremo Nordeste deve entender-se o trecho da região agrária do Norte que vai de Sergipe ao Ceará - e no Recôncavo Baiano - nas suas melhores terras de barro e húmus - que primeiro se fixaram e tomaram fisionomia brasileira os traços, os valores, as tradições portuguesas que junto com as africanas e as indígenas constituiriam aquele Brasil profundo, que hoje se sente ser o mais brasileiro. O mais brasileiro pelo seu tipo de aristocrata, hoje em decadência, e principalmente pelo seu tipo de homem do povo, já próximo, talvez, de relativa estabilidade. Um homem do povo [...] feito de três sangues, em outras terras tão inimigas - o do branco, o do índio e o do negro. Um negro adaptado como nenhum à lavoura do açúcar e ao clima tropical. Um português também disposto à sedentariedade da agricultura. Um índio que ficou aqui mais no ventre e nos peitos da cabocla gorda e amorosa do que nas mãos e nos pés do homem arisco e inquieto.— Gilberto Freyre